# Bartholome Sturzenegger
Bartholome Sturzenegger (Trogen, 17 settembre 1650 – probabilmente 1709) è stato un politico svizzero.

## Biografia
Figlio di Jakob Sturzenegger, sovrintendente al cronicario, e di Anna Zellweger. Si sposò tre volte, nel 1670 con Anna Heierli, nel 1696 con Anna Schiess, figlia di Jakob Schiess, responsabile cantonale delle costruzioni, vedova di Hans Conrad Nänni, e infine nel 1701 con Barbara Schiess, figlia di Sebastian Schiess, capitano generale, vedova di Bartholome Zuberbühler, pastore riformato.
Dopo il primo matrimonio nel 1670 si trasferì da Trogen a Gais, dove nel 1696 divenne "capitano" o sindaco. Nel 1697 riuscì a entrare nel governo cantonale. Fu capitano generale tra il 1697 e il 1698, Landamano di Appenzello Esterno tra il 1698 e il 1709 circa, e inviato alla Dieta federale tra il 1698 e il 1708.